# Paso del Cerro
Paso del Cerro ist eine Ortschaft in Uruguay.

## Geographie
Paso del Cerro befindet sich im nördlichen Landesteil Uruguays auf dem Gebiet des Departamento Tacuarembó in dessen Sektor 5 nahe der Grenze zum Nachbardepartamento Rivera. Unweit östlich des Ortes fließt der Río Tacuarembó, nördlich dessen rechtsseitiger Nebenfluss Arroyo Tranqueritas. Einige Kilometer südlich verläuft mit dem Arroyo Carpintería ein weiterer rechtsseitiger Zufluss des Río Tacuarembó, der nahe der ebenfalls Paso del Cerro genannten Landmarke in diesen mündet. Die südlich bis westlich des Ortes Paso del Cerro gelegenen Gebiete werden als Cuchilla de la Palma, Sierra de las Sepulturas und Cuchilla de Rincón bezeichnet. Nächstgelegene Ansiedlung von Paso del Cerro in nördlicher Richtung ist Laureles. Ungefähr auf halber Strecke zwischen diesen beiden Orten befindet sich der Cerro Crawford.

## Infrastruktur
Durch den Ort führt die Bahnstrecke Paso de los Toros–Rivera.

## Einwohner
Die Einwohnerzahl von Paso del Cerro beträgt 235 (Stand: 2011), davon 117 männliche und 118 weibliche Einwohner.
| Jahr | Einwohner |
| ---- | --------- |
| 1963 | 528       |
| 1975 | 308       |
| 1985 | 241       |
| 1996 | 231       |
| 2004 | 310       |
| 2011 | 235       |

Quelle: Instituto Nacional de Estadística de Uruguay